# 沙河駅 (広州市)
沙河駅（さがえき）は中華人民共和国広東省広州市天河区に位置する広州地下鉄6号線及び11号線の駅である。

## 歴史
- 2024年12月28日：6号線の駅と11号線で同時開業[2]。

## 出入口
現在、5つの出入口が存在する。
|      |      |            |                                  |
|      |      |            |                                  |
| 番号 | 画像 | 周辺道路   | 周辺施設など                     |
| A    |      | 先烈東路   |                                  |
| B    |      | 先烈東路   | 広州大道中（地下鉄沙河駅）バス停 |
| C    |      | 先烈東路   | 沙河横馬路バスターミナル         |
| D1   |      | 広州大道北 | 禺東西路                         |
| D2   |      | 広州大道北 | 広園東路                         |

## 隣の駅
広州地下鉄
■6号線
沙河頂駅 - 沙河駅 - 天平架駅
■11号線
龍口西駅 - 沙河駅 - 雲台花園駅

## 参考資料
1. ↑  张睿 (2007年9月4日). “广州地铁后年连通金沙洲元岗”. 南方日报.  オリジナルの2022年5月9日時点におけるアーカイブ。 2022年5月9日閲覧。
2. ↑  李天研 (2024年12月25日). “定了！广州首条地铁环线12月28日14时开通”. 广州日报.  オリジナルの2024年12月26日時点におけるアーカイブ。 2024年12月28日閲覧。